# CSCW
CSCW é a abreviatura de "Computer Supported Cooperative Work" (em português, "trabalho cooperativo auxiliado por computador"). Trata-se de uma área científica interdisciplinar que estuda a forma como o trabalho em grupo pode ser auxiliado por tecnologias de informação e comunicação.
Na década de 1970 surgiu a necessidade de transformação de aplicações monousuários para aplicações que auxiliam o acesso simultâneo a um grupo de usuários. Foram iniciadas pesquisas na área de automação de escritório (office automation).
Ao se estudar o trabalho em equipe veio a necessidade de entender o comportamento dos grupos e a relação deles com as tecnologias. A área foi se tornando multidisciplinar, com o advento de sociólogos, psicólogos, educadores e outros profissionais de humanas. Com isso o antigo termo automação de escritório foi ficando obsoleto e dando espaço para o novo CSCW (Trabalho Cooperativo Auxiliado por Computador, do inglês: Computer Supported Cooperative Work).
O CSCW é algo recente e ainda não há um consenso sobre se o CSCW é realmente um campo de pesquisa completamente novo ou um leque de atividades com objetivos semelhantes nas disciplinas da ciência da computação, do gerenciamento de informação, da sociologia e demais áreas relacionados. O CSCW pode ser visto como uma nova perspectiva, na qual o suporte do computador é planejado e aplicado. 
O enfoque de CSCW é atuar de forma precisa nas mais diversas formas de aproximar as pessoas e até mesmo de troca de informações. 

## Groupware
Alguns autores consideram o termo groupware como sinônimo de CSCW. Entretanto, é mais comum designar CSCW com a área de pesquisa do trabalho em grupo e da maneira como computador pode apoiar, enquanto groupware é a tecnologia (software ou hardware) gerada pela pesquisa. Groupware é um termo relativamente novo, tendo sido utilizado pela primeira vez em 1978. As principais definições mais usuais são:
- processos intencionais de grupo, mais software para suportá-lós;[3]
- um sistema co-envolvendo humanos e ferramentas;[4]
- colaboração mediada por computador que aumenta a produtividade ou funcionalidade dos processos entre pessoas;[5]
- ensino assistido por computador, no qual se inclui o e-learning;
- coordenação de processos de trabalho (Workflow).

Os softwares destinados ao trabalho de grupos cooperativos designam-se habitualmente por groupware. As aplicações groupware mais antigas são o correio electrónico (E-mail), os grupos de discussão (newsgroup) e os sistemas de mensagens curtas, como o ICQ e o MSN Messenger.
Um aspecto bastante importante para o groupware é a existência de um ambiente partilhado pelos vários elementos do grupo, que coexiste normalmente com ambientes privados de cada elemento do grupo - o que implica a existência de diferentes mecanismos de gestão de acesso à informação, consoante esta seja privada ou partilhada. Neste último caso, há que ter particular cuidado com os aspectos de controlo de concorrência, de forma a assegurar a consistência da informação partilhada.
Na realidade, não existe uma padronização na área de trabalho cooperativo. Além dos termos CSCW e groupware existem vários outros com sentido semelhante, tais como: Apoio tecnológico para colaboração do trabalho em grupo, computação para trabalho em grupo, computação colaborativa, comunicação media por computador, grupos apoiados por computador, sistemas de apoio à decisão em grupo, comunicação assistida por computador, workhops para o conhecimento, tecnologias interativas flexíveis para tarefas em grupo.

## Interpretando CSCW
Computer Supported Cooperative Work ou CSCW define o estudo de sistemas baseados em computador que suportam grupos de pessoas engajadas em uma tarefa ou objetivo comum.
Não deve ser confundido com o conceito de Groupware, que nada mais é senão uma ferramenta que apoia o CSCW, ou seja, uma aplicação desenvolvida a partir de conceitos estudados em CSCW.
Podemos encontrar várias interpretações de CSCW, onde o foco se alterna entre os aspectos de equipe, individual e cooperativo.

## O ambiente dinâmico do trabalho
A organização de um trabalho em grupo é desenvolvida de acordo com as mudanças nos relacionamentos dos indivíduos, nos processos de trabalho e modificações do ambiente.
As interações em um grupo de trabalho podem ocorrer em quatro dimensões de tempo e espaço:
- interação síncrona - (ou face a face): ocorre na mesma hora e lugares;
- interação síncrona distribuída - ocorre ao mesmo tempo, mas em diferentes lugares;
- interação assíncrona  - ocorre em tempos diferentes mas em um mesmo lugar;
- interação assíncrona distribuída - ocorre em tempos diferentes e lugares diferentes.

## Requisitos de groupware
Os requisitos das ações e atividades em um CSCW referem-se às funcionalidades gerais e específicas do sistema. Estes requisitos podem ser considerados básicos, não apenas para ambientes de groupware, mas para quaisquer interações humano-computador. Os requisitos principais ou gerais são os seguintes:
- Identidade individual dos membros: saber quem está logado;
- Posição do usuário: nomes e/ou ícones visíveis na tela;
- Conhecimento: outros integrantes devem saber da presença de um usuário no grupo;
- Visão pessoal ou padrão: visão especificada por cada usuário para um problema;
- Visão convergente: princípio WYSIWIS (What You See Is What I See, em português: O que você vê é o que eu vejo);
- Visões particular e pública: partes podem ser vistas por grupos de usuários específicos;
- Controle da palavra: algumas situações necessitam de somente um usuário manipulando um aplicativo ou emitindo opiniões;
- Controle de acesso: direitos de acesso para cada usuário;
- Atualização e sincronismo (para não haver divergências na edição e/ou na entrada e saída de dados);
- Coordenação da informação: coordenação de atividade ou grupo de atividades, aumentando a eficiência.

Os requisitos específicos estão diretamente ligados às aplicações em si e são basicamente os mesmos requisitos de interface de qualquer aplicação e dispositivo.

## As tecnologias envolvidas em groupware
Groupware é uma palavra da língua inglesa que designa as ferramentas computacionais existentes para facilitar a comunicação, colaboração e coordenação de ações de diversas pessoas.Trata-se de uma série de ferramentas que permitem que pessoas trabalhem melhor juntas, o que facilita a integração, possibilita mais criatividade e inovação dentro da empresa, além de também permitir que respostas sejam encontradas rapidamente.
O groupware pode ser considerado como um "Guarda-Chuva", sob o qual estão inúmeras outras tecnologias oriundas da ideia principal de permitir que as pessoas trabalhem em grupo, fazendo com que as atividades que compõem um determinado processo sejam bem sucedidas. 
Por isso, muitos produtos podem ser caracterizados como da família Groupware, mais é preciso saber dividir as aplicações de forma correta.
As tecnologias de groupware podem ser dividas em 3 grupos, quanto à sua categoria de aplicações:
- baseadas em comunicação organizacional;
- baseadas em grandes volumes de dados e transações;
- baseadas em documentos em formulários;

Nos dois primeiros grupos estão as aplicações como: e-mail, gerenciadores e documentos, controladores de fluxo de formulários, workflow, DBMS (Sistema Gerenciador de Banco de Dados), gerenciadores de imagem e recuperação de dados e informações. E, no último grupo, estão as aplicações como: calendário, agendas eletrônicas, videoconferência e workflow.
A aplicação de conceitos de áreas das ciências do computador não garante o sucesso no desenvolvimento de ferramentas de suporte ao trabalho cooperativo. O desenvolvimento destas ferramentas envolve conceitos e tecnologias de diversas áreas da ciência da computação. A área de Interação Homem-Máquina apresenta soluções para o projeto de interfaces com o usuário. As áreas de Redes e Comunicações contribuem com o suporte a sistemas distribuídos, e a de Sistemas Operacionais fornecem os modelos de controle de concorrência. A tecnologia de Banco de Dados é a chave no suporte ao compartilhamento de informações, enquanto as tecnologias de Hipermídia e Multimídia apresentam soluções para a associação do tratamento de informações multimídia. Conceitos de Inteligência Artificial (IA) são fundamentais para a construção de agentes inteligentes em ferramentas de groupware. A seguir, serão detalhadas essas tecnologias que auxiliam ao trabalho cooperativo.

### Comunicação de dados
A tecnologia de redes e comunicação de dados propiciou um espantoso aumento no volume de interações entre computadores, em pouco tempo.
Para atender a necessidade de interação e comunicação entre vários usuários, com inúmeros programas rodando, ao mesmo tempo, precisando de comunicação, houve a necessidade de mudança profundas nas tecnologias de redes para que fossem preenchidos todos os requisitos. Com o surgimento de redes mais rápidas, mais  conexões entre redes e maior diversidade de serviços disponível novas aplicações que vieram para mudar definitivamente a forma como a informação é usada.
As novas tecnologias na área de comunicações tendem a viabilizar o acesso aos mais diversos serviços externos através de um simples computador: correio-eletrônico, fax, videoconferências, chamadas telefônicas, entre outros. Assim, novas tecnologias já estão permitindo a transmissão remota de dados juntamente com novas formas de processamento de voz e imagens, viabilizando a realização de conferência à longa distância . Os avanços nesta área tendem a popularizar serviços que ainda são pouco usados por causa das restrições impostas pelos meios de comunicação hoje disponíveis. 

### Banco de dados
O suporte a um espaço de informações compartilhadas é um dos problemas críticos do trabalho  cooperativo tendo em vista os aspectos da cooperação. Um sistema de Banco de Dados (SGBD) fornece os mecanismos necessários para o suporte dos processos da cooperação assumindo não só o papel de repositório de informações para a memória do grupo, mas também o de intermediário no armazenamento de informações compartilhadas pelos diferentes processos. 
Basicamente o banco de dados deve oferecer serviços que garantam o acesso eficiente e concorrente às informações, permitam notificação e conhecimento das atividades de outros membros do grupo e realizem o acompanhamento da evolução das atividades e informações do grupo, dentre outros.
Um conjunto básico de característica onde o suporte de banco de dados se faz necessário compreende:
- controle de concorrência aos objetos utilizados;
- controle de versões dos diversos objetos compartilhados;
- manutenção da história de uso dos diversos objetos do sistema;
- acesso estruturado e não-estruturado aos objetos armazenado;
- gerenciamento de informações sobre o grupo e seus membros, incluindo seus privilégios e papéis;
- gerenciamento das interações entre os membros.

Os objetos comumente compartilhar pelo grupo compreendem os mais variados tipos: texto, som, imagens, vídeo, programas  e dados estruturados de diversos formatos. Além disso, deve-se considerar a natureza dinâmica dos processos num ambiente de cooperação que impõe novos requisitos tratamento e armazenamento destes objetos. Dessa forma, um texto pode estar sofrendo alterações por vários autores. O fato destas ações se darem síncrona ou assincronamente também traz importantes implicações quanto aos requisitos de suporte do banco de dados.
Sob o ponto de vista das transações que atuam sob o Banco de Dados , o ambiente multiusuários das aplicações de groupware é caracterizado por (Kim,1995): longa duração - as atividades de acesso podem durar de minutos até horas; controle interativo onde os usuários escolhem suas ações ao longo de suas atividades; compartilhamento dinâmico onde os usuários compartilham resultados parciais de suas atividades enquanto estas ainda em andamento.

### Hipermídia
É a denominação genérica para sistemas de representação de conhecimento onde diversos elementos de informação podem ser articulados de diferentes maneiras, de acordo com as diferentes perspectivas dos usuários do sistema. Através de links(um  link é uma conexão feita entre os modos de um hipertexto) a hipermídia oferece mecanismos para se descobrir as ligações conceituais entre seções de assuntos relacionados.
Algumas vantagens de um modelo hipermídia:
- a interface proporciona facilidades de navegação em grandes espaços de informação;
- anotações em um documento podem ser feitas em tempo real;
- informações não estruturadas podem ser organizadas em hierarquias múltiplas;
- unidades de informação podem ser estruturadas de várias maneiras permitindo que o documento tenha múltiplas funções;
- partes do mesmo documento podem ser referenciadas de vários lugares, as ideias podem ser expressas com pouca sobreposição ou duplicação;
- as referências estão embutidas no documento tornando a informação consistente;
- vários autores podem cooperar na criação de um mesmo documento.

## Curiosidades
O termo CSCW foi criado oficialmente em 1986 por Greif e Cashman como título de uma conferência organizada pela ACM.[carece de fontes?]